# Tramway de Béziers
Le Tramway de Béziers est un réseau de tramways qui a fonctionné dans la ville française de Béziers dans le département de l'Hérault entre 1879 et 1948.

## Histoire
Un service de tramways à chevaux est organisé dès 1879 pour relier Béziers à Valras-Plage, sur la base d'une concession de 1871, cédée en 1881 à la Compagnie du chemin de fer sur route de Béziers à la Mer,. Ce tramway, à voie normale, ne fut exploité que peu de temps.
La concession d'un réseau de tramways électriques à voie métrique est attribuée le 6 mars 1900 à la Compagnie des tramways électriques de Béziers et Extensions, constituée le 12 septembre 1897 pour 54 ans, et dont l'administrateur est Monsieur Pierre-Marie Durand. Le siège de la compagnie, cotée à la Bourse de Lyon, se trouve à Lyon, 9 rue Président Carnot, avant d'être transféré 156 rue de l'Université à Paris. La concession devait expirer le 11 septembre 1951.
Les lignes sont mises en service en 1901.
Un décret de 1903 modifie la liste des lignes et leurs fréquences.
En 1932, la Compagnie est en liquidation et le réseau de tramway exploité en régie municipale. Ce dernier, réduit à une seule ligne entre la place de la République et Valras-Plage, subsiste jusqu'au 31 octobre 1948, avant d'être remplacé par un réseau d'autobus, prédécesseur de l'actuel réseau Béziers Méditerranée Transports.

## Infrastructure
- type UIC 60 ;
- type Vignole ;
- type Broca ou à gorge, typique des voies de tramway car permettant l'implantation de la voie dans la chaussée ;
- type double champignon symétrique ;
- et double champignon asymétrique.

Rails. De gauche à droite :

Le réseau du tramway électrique était à voie métrique, long, en 1927 de 23 km. Ses rails étaient de type Broca de 45 kg/m, pour les parties situées en chaussée, et en rails type Vignole de 20 kg/m.

### Dépôt et usine électrique
Le centre du réseau est situé Place de la République. Le dépôt et l'usine de production d'électricité se trouvent route de Sérignan.

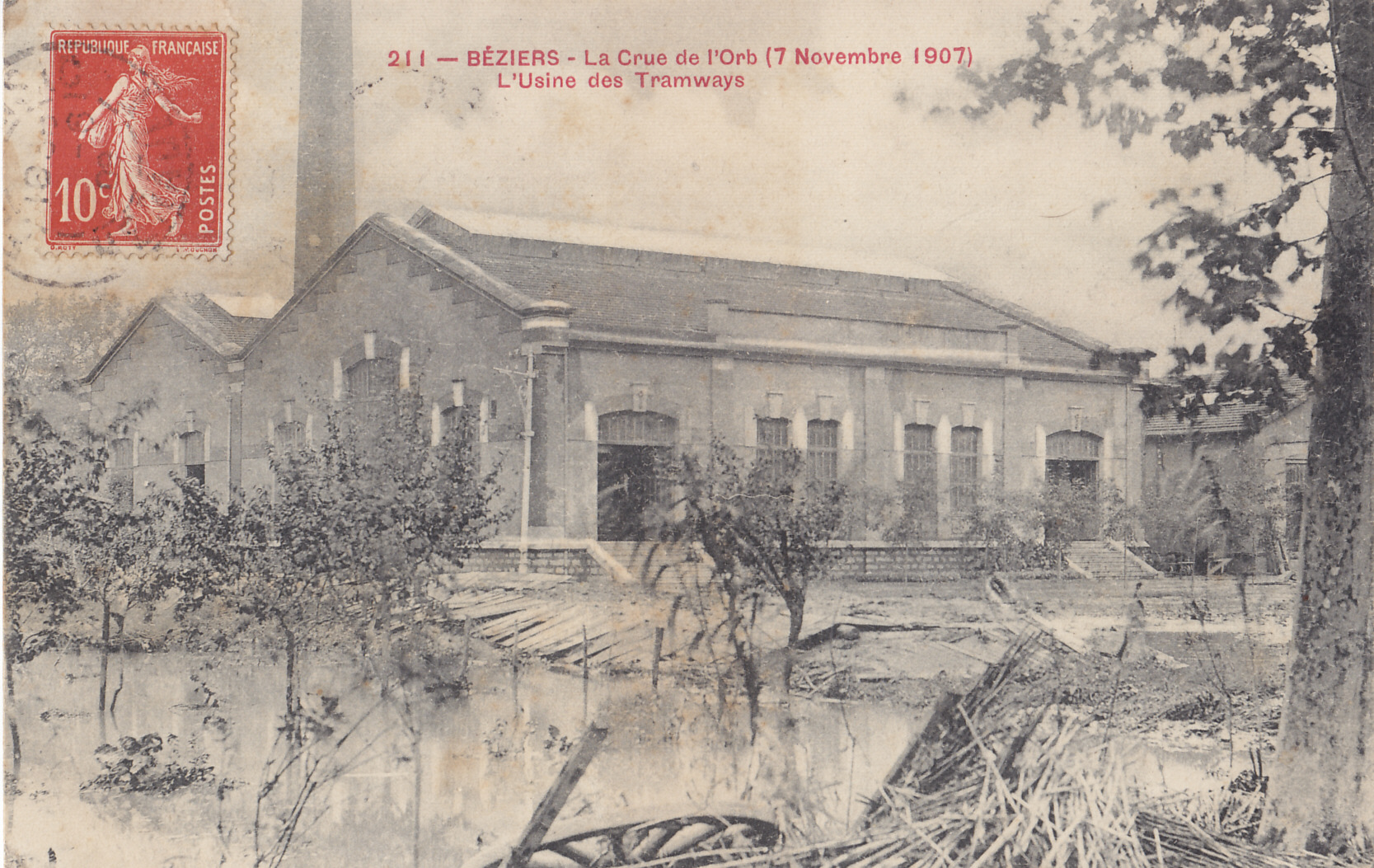
Le dépôt, pendant les inondations de l'Orb de 1907

### Les lignes

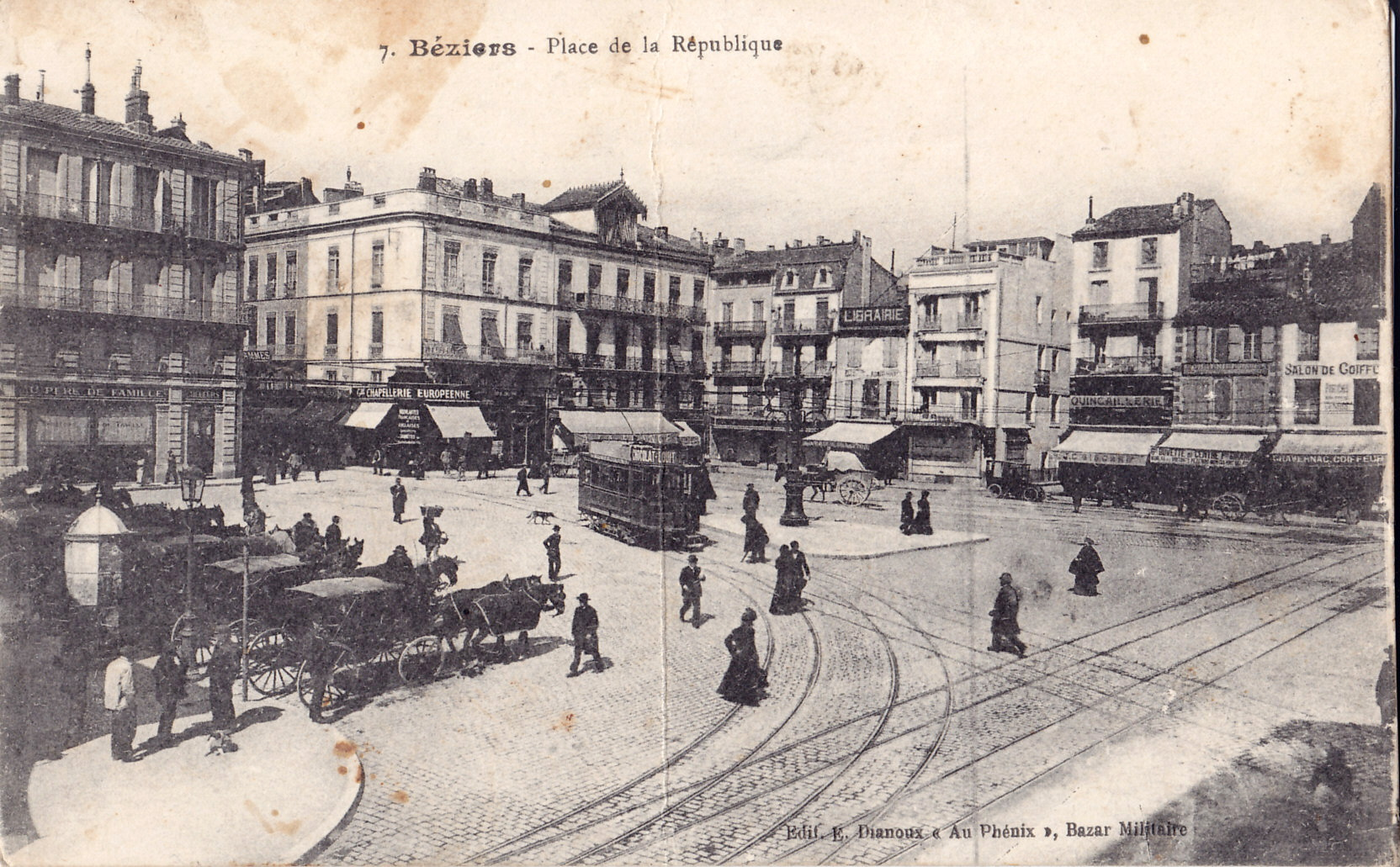
On distingue clairement sur cette photo de la Place de la République le croisement des lignes du tramway

Le réseau était constitué, aux termes l'avenant de 1903, et selon la toponymie d'époque de :
- une ligne suburbaine :

Béziers (Place d'Espagne) - Sauvian -  Sérignan - Valras-Plage, (13 km) ;
- cinq lignes urbaines, desservant Béziers et sa banlieue, et ayant leur centre Place de la République[7] :

2 -  Place d'Espagne - Gare du Nord (Gare d'Intérêt local), par l'avenue de Toulouse, le boulevard du Chemin-de-fer-du-Midi, l'avenue Gambetta, la place Garibaldi, la rue Nationale, la Mairie, la rue Flourens, les halles centrales, la place de la République et l'avenue de Pézenas,
3 -  Moulin de Bagnol - Place de la République, par la rue de Murviel, t'avenue des Casernes, la place Garibaldi, l'avenue du Fer-à-Cheval et les allées Paul-Riquet,
4 - Ligne circulaire de la Gare du Midi par les boulevards du Chemin de Fer, de la Liberté, de Strasbourg, l'avenue, la place et la rue de la République, rue Flourens, rue Nationale, avenue Gambetta,
5 - Les Halles - Ateliers de la compagnie du Midi par la rue de la République, la place de la République, les allées Paul-Riquet et l'avenue d'Agde,
6 - Gare du Midi - Abattoirs par l'avenue Gambetta, la place Garibaldi, l'avenue du Fer-à-Cheval les allées Paul-Riquet, la place de la République et l'avenue Bédarieux.
L'avenant de 1903 prévoyait également une ligne dite III bis, de la place d'Espagne à la place de la République par l'avenue de Toulouse, l'avenue des Casernes, la place Garibaldi, l'avenue du Fer-à-Cheval et les allées Paul-Riquet.

## Exploitation

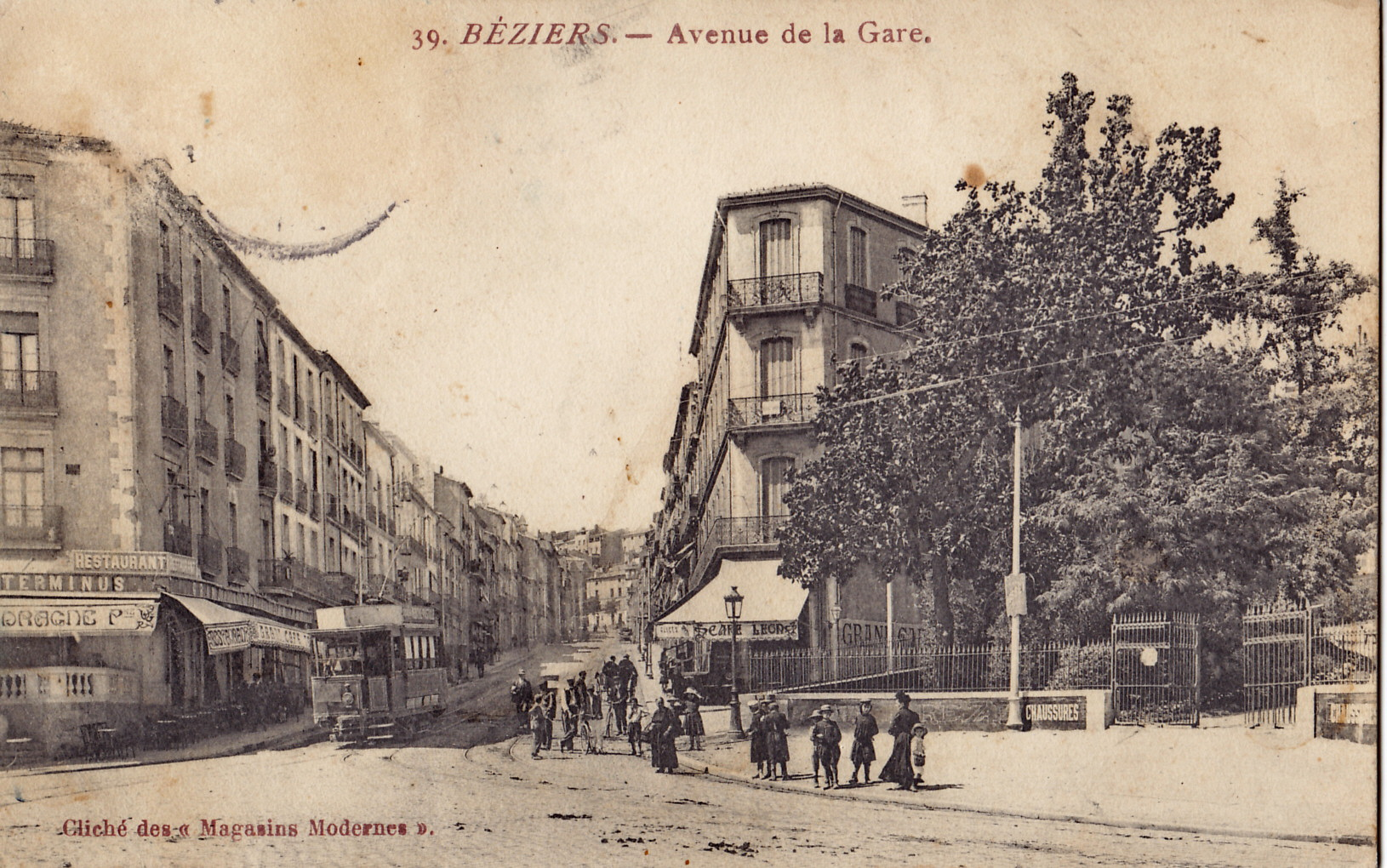
Tramway, rue de la Gare…

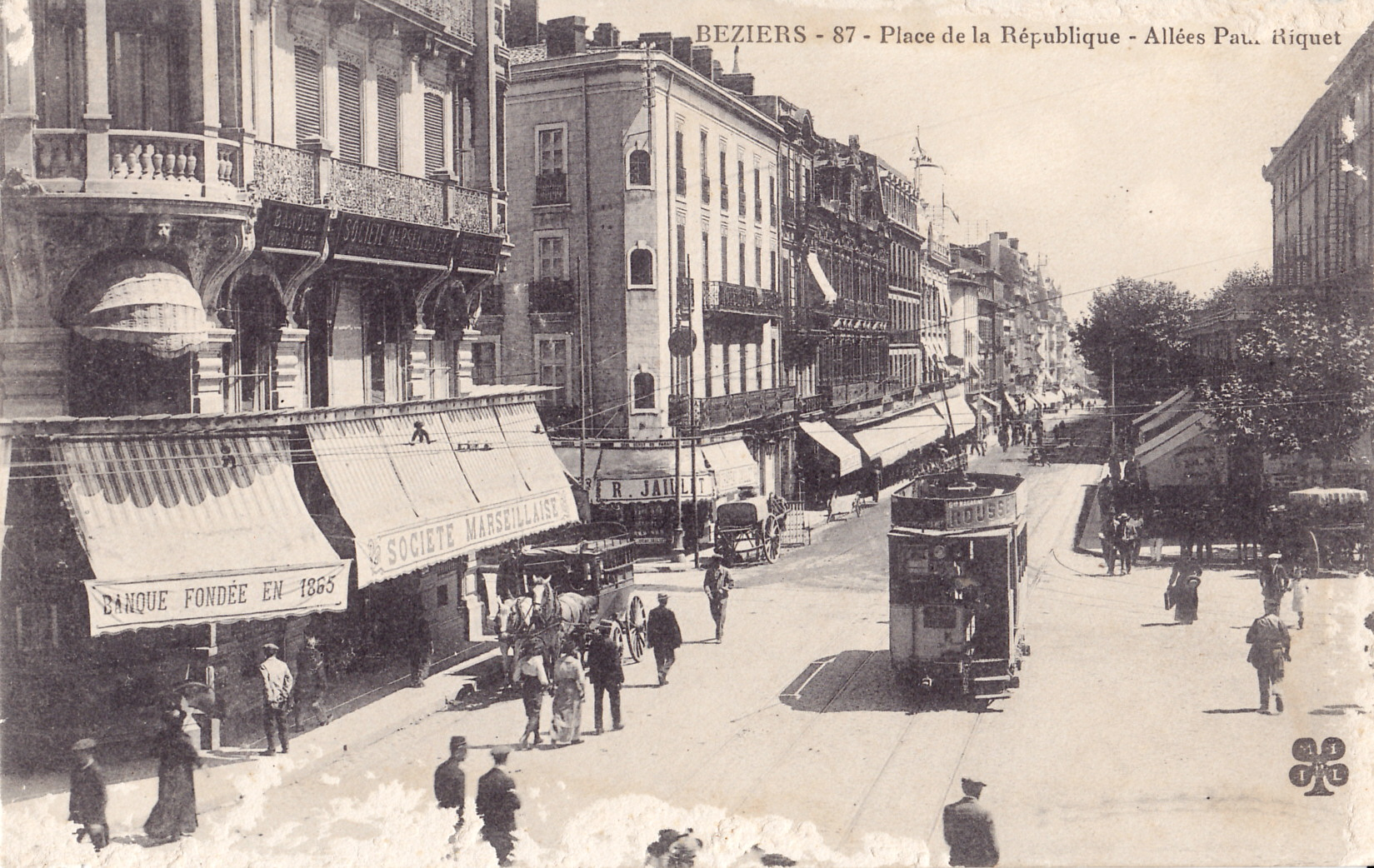
…et Place de la République, au début des allées Paul-Riquet

L'avenant de 1903 prévoyait les dessertes minimales suivantes :
« Le nombre minimum des voyages qui doivent être faits tous les jours dans chaque sens sur les lignes urbaines est fixé à six par heure.
Le service commencera assez tôt pour être en activité sur ces lignes au plus tard à sept heures du matin, du 1er octobre au 30 avril, et à six heures du matin du 1er mai au 30 septembre. Les derniers départs des points extrêmes de ces lignes auront lieu à huit heures du soir dans la première période indiquée ci-dessus et à onze heures du soir pour la seconde.
Toutefois le nombre minimum des trains est fixé à deux par heure sur la ligne 3 ; quatre par heure sur la ligne 3 bis, cinq par heure sur la ligne 5.
Sur la ligne de la place d'Espagne à la mer, pendant la saison balnéaire, c'est-à-dire du 15 juin au 15 septembre inclus, il y aura :
- dans la matinée, trois départs dans les deux sens dont le premier à six heures ;
- à partir de deux heures de l'après-midi un départ de la place d'Espagne toutes les heures jusqu'à neuf heures du soir ; un départ de la mer toutes les deux heures jusqu'à six heures du soir ; un départ de la mer à dix heures et un à minuit ;
- pendant tout le reste de l'année, il y aura dans les deux sens deux départs dans la matinée, deux dans l'après-midi et un dans la soirée[5]. »

### Matériel roulant
Le matériel roulant de la compagnie était constitué de :
- 30 motrices à 2 essieux, no 1 à 30, livrées en 1900 ;
- 18 remorques à 2 essieux, no 1 à 18 avec plates-formes ouvertes ;
- 6 remorques à bogies, no 19 à 24 avec plates-formes ouvertes.

En 1927, ce matériel n'était plus que de 22 motrices et 24 remorques.